# Skójka zaostrzona
Skójka zaostrzona (Unio tumidus) – gatunek małża o wymiarach muszli 8–10 cm x 5–6 cm x 3 cm. Muszla w tylnej części klinowato zaostrzona. Gatunek pospolity w jeziorach i rzekach Niżu Polski.
Podgatunki:
- Unio tumidus tumidus (Philipsson, 1788)
- Unio tumidus depressus (Donovan, 1802)
- Unio tumidus zelebori (Zelebor, 1851)